# Julio Gutiérrez (Komponist)

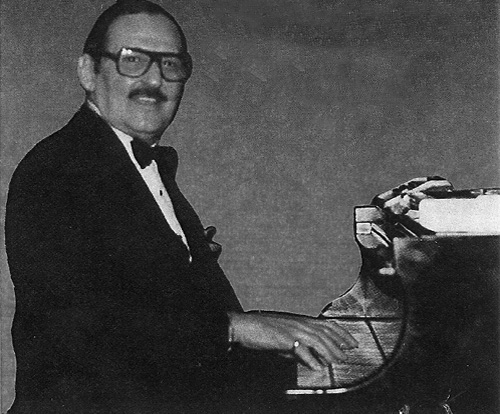
Julio Gutiérrez

Julio Gutiérrez (* 12. Januar 1918 in Manzanillo; † 15. Dezember 1990 in New York City) war ein kubanischer Komponist, Dirigent und Pianist.

## Leben
Gutiérrez spielte im Alter von sechs Jahren Klavier und leitete vierzehnjährig ein eigenes Orchester in seiner Heimatstadt. 1940 ging er nach Havanna und wurde dort Pianist des Orchesters im Casino de la Playa. Für dieses komponierte er erfolgreiche Stücke wie die Boleros Inolvidable und Llanto de Luna und Stücke wie Un poquito de tu amor, Desconfianza und Se acabó, und er trat in Las Vegas, Los Ángeles und New York auf. 1948 gründete er eine Jazzband und unternahm eine große Konzertreise durch die Dominikanische Republik, Brasilien, Venezuela, Kolumbien, Chile, Uruguay, Argentinien und Spanien. 
In den 1950er Jahren war Gutiérrez musikalischer Direktor des kubanischen Fernsehsenders Canal 4. Er komponierte weiterhin Boleros, Mambos und Balladen und leitete 1956 die erste in Kuba realisierte Plattenaufnahme von Jazzmusik, an der u. a. Peruchín, Juan Pablo Miranda und Chombo Silva mitwirkten. 1960 ging er nach Mexiko und von dort in die USA, wo er als Komponist, Pianist und Dirigent arbeitete und das Plattenlabel J & G gründete. 1971 arrangierte und leitete er das Orchester für Gato Barbieris Filmmusik zu Der letzte Tango in Paris.